# رود بیزیارکا
رود بیزیارکا (انگلیسی: Bizyarka) یک رودخانه در سرزمین پرم کشور روسیه است.